# Masters de París 2012
El BNP Paribas Masters 2012, es un torneo de tenis masculino que se jugará del 29 de octubre al 4 de noviembre de 2011 sobre pista dura. Es la edición número 41 del llamado Masters de París. Se disputa en Palais Omnisports de Paris-Bercy en París, Francia.

## Campeones

### Individuales masculinos
David Ferrer venció a  Jerzy Janowicz por 6-4, 6-3.

### Dobles masculinos
| Predecesor: París 2011               | Masters de París 2012   | Sucesor: París 2013 |
| Predecesor: Masters de Shanghái 2012 | ATP Masters Series 2012 | Sucesor: -          |